# Michael Felix Korum
Michael Felix Korum (Wickerschwihr, 2 novembre 1840 – Treviri, 4 dicembre 1921) è stato un vescovo cattolico tedesco.

## Biografia
Compì gli studi ecclesiastici a Innsbruck e fu ordinato prete a Strasburgo nel 1865. Fu professore di filosofia e teologia al seminario di Strasburgo.
Fu eletto vescovo di Treviri nel 1881; nel 1886 riaprì il Seminario Felixianum e lo ampliò.
Al fine di sfatare le idee esposte nel 1876 da Johann Nikolaus von Wilmowsky sulla Sacra Tunica, nel 1890 costituì una commissione di esperti che esaminò la reliquia e concluse che non vi fosse nulla che contraddicesse quanto tramandato dalle tradizioni. Ordinò l'esposizione della reliquia stessa e, in tale occasione, giunse a Treviri oltre un milione di pellegrini.
Nel 1903 si scontrò con il governo prussiano per l'insegnamento religioso: il cardinale Georg von Kopp fu chiamato a mediatore. Korum vide nell'intervento del cardinale una condanna della sua azione e offrì alla Santa Sede le proprie dimissioni, che furono respinte.
Intervene nella questione dei sindacati, sostenendo l'impossibilità per i lavoratori cattolici di iscriversi ad associazioni agnostiche.
Alla fine della prima guerra mondiale, si prodigò a favore della popolazione della Saar.

## Genealogia episcopale e successione apostolica
La genealogia episcopale è:
- Cardinale Scipione Rebiba
- Cardinale Giulio Antonio Santori
- Cardinale Girolamo Bernerio, O.P.
- Arcivescovo Galeazzo Sanvitale
- Cardinale Ludovico Ludovisi
- Cardinale Luigi Caetani
- Cardinale Ulderico Carpegna
- Cardinale Paluzzo Paluzzi Altieri degli Albertoni
- Papa Benedetto XIII
- Papa Benedetto XIV
- Cardinale Enrico Enriquez
- Arcivescovo Manuel Quintano Bonifaz
- Cardinale Buenaventura Córdoba Espinosa de la Cerda
- Cardinale Giuseppe Maria Doria Pamphilj
- Papa Pio VIII
- Papa Pio IX
- Cardinale Raffaele Monaco La Valletta
- Vescovo Michael Felix Korum

La successione apostolica è:
- Vescovo Heinrich Feiten (1887)
- Vescovo Karl Ernst Schrod (1894)
- Arcivescovo Willibrord Benzler, O.S.B. (1901)
- Vescovo Anton Mönch (1915)